# Lycodonomorphus mlanjensis
Lycodonomorphus mlanjensis (муланджеська білочерева водяна змія) — вид змій родини Lamprophiidae. Мешкає в Південній Африці.

## Поширення і екологія
Муланджеські білочереві водяні змії мешкають на півдні Малаві, зокрема на плато Муландже, в Мозамбіку та в горах Чіманімані у Східному нагір'ї на сході Зімбабве. Вони живуть на болотах, в озерах і річках, як в низинах, так і у високогір'ях, на висоті від 30 до 1300 м над рівнем моря.